# Вальс із Баширом
«Вальс з Баширом» (івр. ואלס עם באשיר — Вальс ім Башір) — анімаційний фільм 2008 року, продюсером і сценаристом якого виступив Арі Фольман. В основі стрічки лежить історія ветерана Ліванської війни 1982 року. Є першим мультиплікаційним фільмом в історії світового кінематографу, номінованому на «Оскар» в категорії «Найкращий фільм іноземною мовою».

## Передісторія
Виконана в документальному жанрі, стрічка присвячена реальним подіям 25-річної давності — бойовим діям ізраїльської армії в Лівані, вбивства обраного президента Башира Жмаєля і різанині в палестинських таборах для біженців Сабра і Шатіла, влаштованої загонами правого ліванського руху фалангістів.

## Сюжет
Фільм заснований на реальних подіях.
В 2006, Арі Фольман, колишній солдат піхоти Армії оборони Ізраїлю, зустрічається з давнім армійським товаришем. Той розповідає йому про кошмари які йому сняться, пов'язані з його службою в армії під час Ліванської війни. Фольман з подивом усвідомлює, що абсолютно нічого не пам'ятає про той період. Йому вимальовується лише один епізод тієї війни, про те, як він зі своїми друзями по зброї купається в нічному морі у Бейруті, а та ніч освітлюється світлом спалахів від пострілів. Фольман вирушає на зустріч з іншим другом, який радить йому поговорити з людьми, які в той час були в Бейруті, щоб зрозуміти, що ж все-таки насправді відбулося того дня. Фільм оповідає про подальші зустрічі Фольмана зі знайомими, психологом, а також репортером Роном Бен-Ішаєм.